# Bundle (commercio)
Il bundle è la strategia, in campo informatico, di vendere un prodotto hardware con software preinstallato. Tale strategia di commercializzazione si risente maggiormente nel mercato di massa dei personal computer, dove, su ogni dispositivo in commercio, è prevista la pre-installazione del sistema operativo oltre che altro software di vario genere (antivirus, programmi da ufficio ecc.). Il cliente dunque, dopo aver accettato i termini e condizioni d'uso, si ritrova una macchina pronta all'uso. Questa tipologia di commercio presenta una serie di vantaggi collegati ad altrettanti aspetti negativi.
La tecnica del bundle si può trovare anche al di fuori del mercato di massa. Ad esempio, nel 2015, le aziende Hewlett-Packard e Arista Networks hanno stipulato degli accordi con l'obiettivo di commercializzare interi data center già combinati con il software (Converged infrastructure). Ciò permette al cliente di risparmiare tempo e denaro nell'acquisto e configurazione del software di ogni componente del centro elaborazione dati.

## Vantaggi
La maggior parte dei clienti desidera PC da poter utilizzare con facilità e immediatezza, senza dover fare uso di specifiche competenze IT o di processi di installazione lunghi e complessi. I consumatori percepiscono la maggior parte dei dispositivi di elaborazione, che siano PC, netbook, tablet o smartphone, come prodotto unico che include componenti hardware e software e sono abituati a utilizzarli senza alcuna conoscenza tecnica. Perciò vendere un prodotto hardware con software preinstallato costituisce la migliore soluzione da offrire a questa categoria di clienti.
L'inclusione di un sistema operativo preinstallato nell'hardware rappresenta inoltre il metodo più economico per acquistare un licenza originale. Inoltre, in certi casi, accoppiare a monte la parte hardware con la parte software permette alle grandi aziende di creare versioni software adattate e ottimizzate per quel dato tipo di hardware. Infine è da considerare anche la sempre più crescente tendenza dei consumatori nella ricerca di prodotti tecnologici «ready to use», prodotti di alta tecnologia che inizialmente richiedevano specifiche competenze per l'assemblaggio e preparazione. Oggi invece tali prodotti tendono a conquistare un mercato meno di nicchia e più di massa, proponendo prodotti già pronti all'uso (un esempio lo si può trovare nell'evoluzione odierna nel marcato degli APR).

## Svantaggi
Acquistando hardware con software (sistema operativo) preinstallato, si è costretti ad acquistare un'accoppiata di prodotti diversi in un unico prodotto, implicando oltretutto le limitazioni che pone la licenza OEM (è limitata al suo hardware dunque non è trasferibile e "nasce e muore con il PC stesso").
Questa strategia inoltre non sembra giovare al libero mercato, limitando oltretutto l'utilizzo dei sistemi operativi con licenza libera, e ha portato l'Aduc ad iniziare una campagna contro il bundle ottenendo alcuni risultati positivi (soprattutto nell'ambito dei rimborsi ai clienti, che in alcuni casi sono possibili).
Inoltre per ridurre i costi, i produttori inseriscono nel bundle anche delle applicazioni chiamate in gergo ‘crapware’ spesso a fini commerciali e di dubbio valore per il consumatore che però molte volte sono fonte di problemi di sicurezza e rendono il dispositivo più vulnerabile a cyber attacchi.

## Il dibattito in Italia
Questo argomento è stato causa di dibattito e ha acquisito particolare rilevanza con la disponibilità di programmi software di costo ridotto, se non nullo, alternativi a quelli preinstallati sul personal computer. L'utente può quindi volere procedere alla non accettazione dell'EULA associata al prodotto preinstallato, ed a voler attivare la procedura di rimborso.
Sono state portate avanti, fin dal 2005, denunce e cause contro i produttori di hardware. Particolarmente nota la causa contro l'HP e Microsoft Windows. Nel 2014 un privato, dopo aver acquistato un portatile della nota marca HP pretese presso il rivenditore un rimborso parziale dell'acquisto, non volendo usufruire del sistema operativo preinstallato ne tanto meno pagare il costo aggiuntivo incluso nel prezzo del computer acquistato. Vedendosi rifiutare qualsiasi richiesta, il privato si rivolse al tribunale di Firenze. Dopo una lunga battaglia legale tra il soggetto e l'azienda HP, la terza sezione civile della Corte suprema di cassazione intervenne sulle politiche commerciali di vendita abbinata hardware/software con la sentenza 19161/14, affermando la libertà dell'acquirente di installare i programmi senza essere vincolato – né gravato di costi indebiti – dal produttore della macchina.
La Corte si pronunciò stabilendo che hardware e software "sono due beni distinti e strutturalmente scindibili, oggetto di due diverse tipologie negoziali". "Secondo la Corte, l'oggetto del contratto di vendita non è altro, e non può essere altro, che il notebook acquistato dal consumatore, unico bene sul quale si incrociano – e pertanto si perfezionano – le volontà negoziali". Nel 2016, la terza sezione civile della Corte di cassazione, con sentenza n. 4390/2016, ha confermato ciò che è stato stabilito con la precedente sentenza (n. 19161/2014), in seguito ad un caso analogo, in cui un consumatore, in seguito all'acquisto di un pc portatile, aveva richiesto il rimborso parziale per il sistema operativo pre-installato, in quanto non interessato ad accettare l'EULA associata ad esso.
Per approfondimenti:
- Francesco Zaffarano, Liberarsi da Windows è possibile (ma non è facile), su lastampa.it, 18 settembre 2014 (archiviato dall'url originale il 24 marzo 2015).
- La Cassazione: “Chi acquista un pc non è obbligato ad accettare il sistema operativo fornito”, su lastampa.it, 13 settembre 2014 (archiviato dall'url originale il 22 settembre 2014).
- Aurelio Assenza, Hardware e software prodotti scindibili: un bundle regolato da due distinti contratti, su lexology.com, 14 marzo 2016.

## Situazione all'estero
Al giorno d'oggi in Cina non è ancora previsto a livello legislativo la possibilità di ottenere un rimborso sul software pre-installato, in caso l'utente non voglia usufruirne. Mentre i media stranieri hanno riferito di alcuni utenti che sono stati rimborsati di fronte ad una richiesta di rimborso in merito al bundle del sistema operativo, ma prendendo come riferimento ZDNet, importante azienda nel campo informatico, la richiesta di rimborso prevede un procedimento complicato e poco chiaro.

## Soluzione
Dopo la sentenza sopra nominata, ogni azienda produttrice di personal computer deve prevedere la possibilità da parte dell'utente di richiedere un rimborso sul sistema operativo che si acquista assieme al PC. Per chiedere tale il rimborso, l'utente deve inviare una richiesta all'azienda entro 30 giorni dall'acquisto del prodotto, e soprattutto senza aver accettato le condizioni di licenza Microsoft al primo avvio del computer. Così si legge sul sito di Acer, l'unica che ha aperto una sezione dedicata alle richieste di rimborso. Una volta approvata la richiesta dall'azienda, l'acquirente dovrà provvedere alla spedizione del computer a un centro di assistenza assieme ai supporti di installazione del sistema operativo (se presenti al momento dell'acquisto). Dopo la disinstallazione del software il prodotto sarà rispedito all'utente. Il tutto a spese del consumatore e per un rimborso massimo di 90 euro (la Corte di cassazione ha quantificato il rimborso in 140 euro, ma la cifra può variare in base al tipo di software presente sul computer). 